# Pumpellyite-(Mn2+)
La pumpellyite-(Mn2+) è un minerale.